# Monte Akagi
El monte Akagi (赤城山 Akagi-yama, en español: «Castillo Rojo») es un estratovolcán ubicado en la prefectura de Gunma, en Japón. Tiene una altitud de 1828 m s. n. m.

## Geología y formación
Este estratovolcán, ancho, bajo y compuesto principalmente de andesita, se alza sobre el extremo norte de la Llanura de Kantō. Consta de una caldera elíptica de 3x4 km de extensión, situada en la cima, así como de una serie de domos de lava, localizados a lo largo de una línea que discurre en dirección noroeste-sudeste. En el extremo noreste de la caldera se encuentra el lago Ōno. Un estratovolcán anterior a la actual formación geológica se derrumbó parcialmente, lo que ocasionó una considerable avalancha de escombros en el flanco sur del Akagi, cuyos efectos todavía son visibles. Por añadidura, un segundo estratovolcán se desarrolló en el Pleistoceno, a partir de una erupción pliniana. Posteriormente, el cono central en la caldera del Pleistoceno tardío comenzó a tomar forma tras la última de las erupciones plinianas, hace aproximadamente 31 000 años. Respecto a la actividad volcánica del monte, se produjo un aumento inusual de la misma en varias ocasiones en el siglo IX d. C., a lo que se suman otras dos erupciones no verificadas en 1251 y 1938.

## Aspectos culturales
El monte Akagi, al igual que el monte Myōgi y el monte Haruna, es una de las "Tres Montañas de Jōmō" (上毛三山?), y los fríos vientos del norte que de él descienden se denominan Akagi -oroshi (赤城おろし) o Karakkaze (空っ風). Asimismo, el monte es venerado en la región por ser fuente de energías positivas según la tradición local. El culto a la montaña se lleva a cabo en el altar Akagi, situado junto al lago Ōno.
Por otra parte, el portaaviones de clase Amagi Akagi fue bautizado así en honor al monte Akagi, y se le dio uso como buque insignia de las fuerzas de choque al mando del Vicealmirante Chuichi Nagumo, en el ataque a Pearl Harbor. Dicho portaaviones fue hundido tiempo después, en la batalla de Midway.
El asteroide (6422) Akagi fue nombrado así por este monte.

## Atracción turística

### Acceso
Los tramos superiores de la carretera prefectural Ruta 4 se aproximan a la cima del Akagi. También se puede viajar en autobús al Centro de visitantes Akagi, bien desde la parada de la estación Maebashi, o bien desde la parada de Fujimi Onsen.

### Rutas de escalada
Existen diversas rutas de escalada en esta montaña, de entre las cuales destacan la ruta del monte Kurobi (el punto más alto del Akagi) y la ruta del monte Komagatake.

## En la cultura popular
El monte Akagi aparece en la sexta película de la saga de Zatoichi. Aparte de las películas de Zatoichi, también es mencionado en la serie de manga y anime de carreras de coches callejeras Initial D. De hecho, los tramos de la Ruta 62 de Gunma (coordenadas de GPS: +36° 34' 22.83", +139° 13' 57.56") y la Ruta 257 de Gunma (coordenadas de GPS: +36° 33' 37.54", +139° 17' 21.03") que pasan por el monte Akagi aparecen en múltiples episodios de Initial D, y la montaña en sí alberga el circuito de uno de los equipos de carreras de la serie, los Akagi Red Suns. El Akagi también aparece en el videojuego Tokyo Xtreme Racer: Drift 2. Por otra parte, el monte Moon, de la saga Pokémon, está inspirado en esta montaña.

## Galería de imágenes

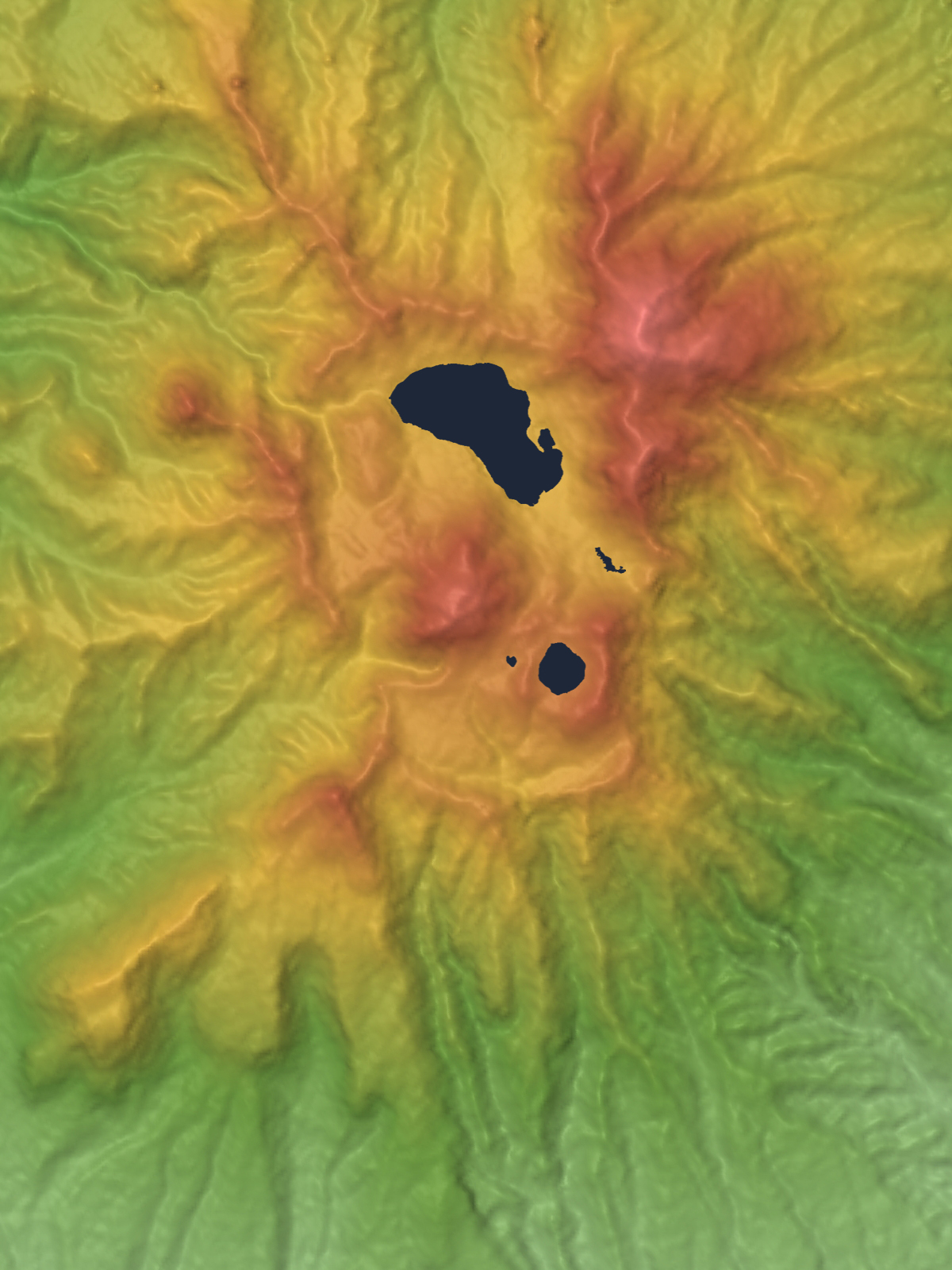
Cima de la montaña.
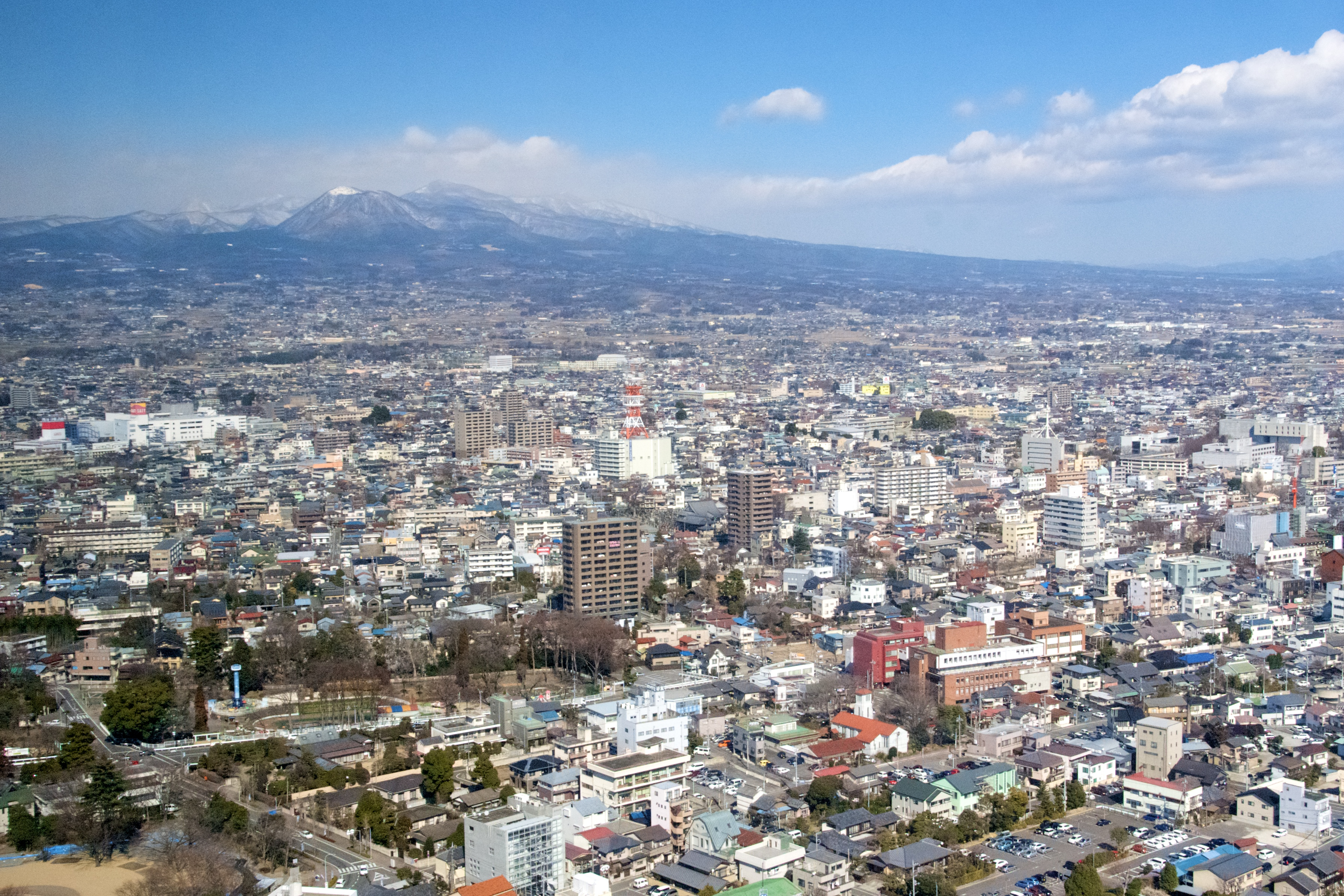
Vista desde la ciudad de Maebashi.
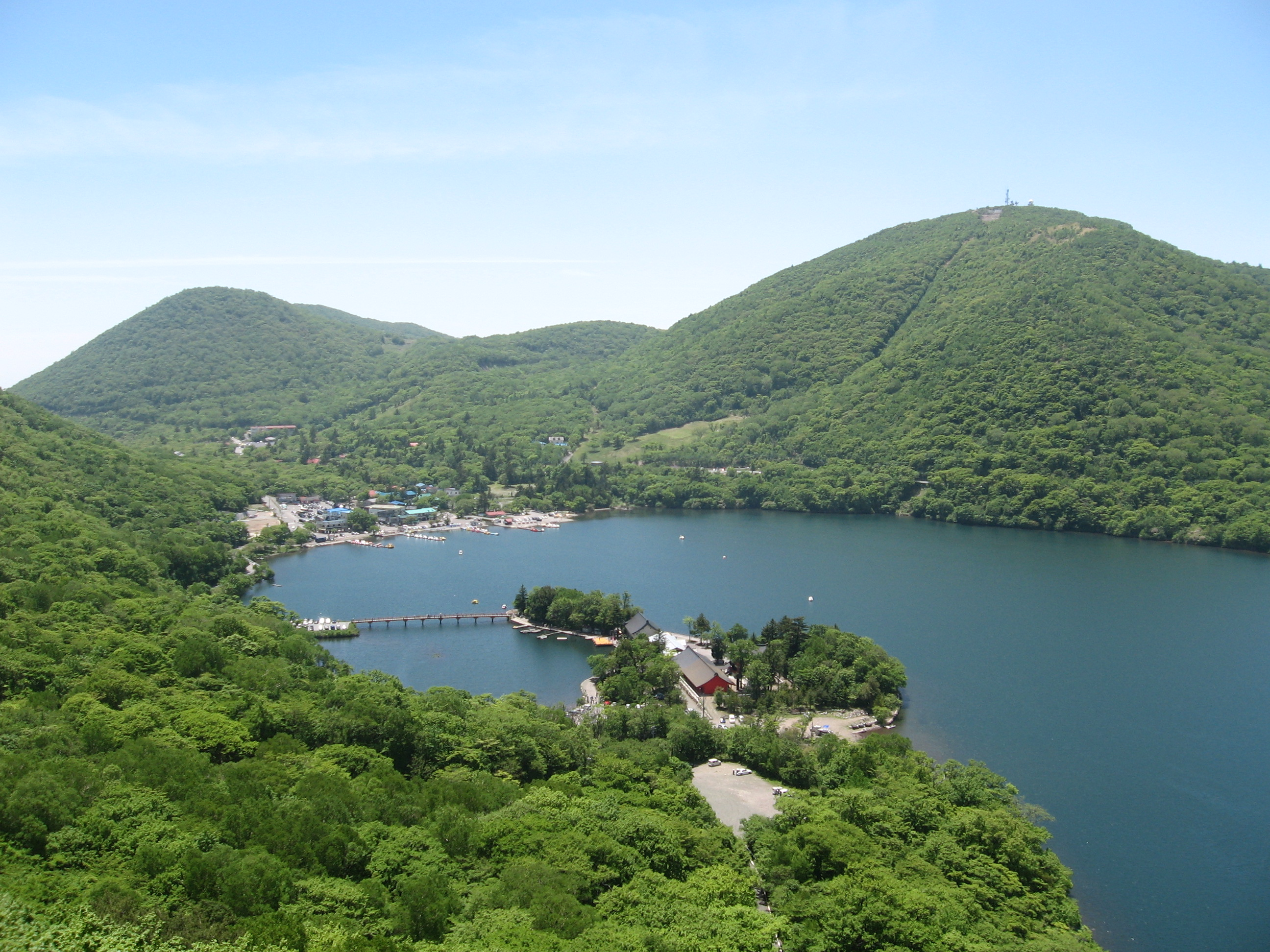
El lago Ōno y el monte Jizo durante el verano.
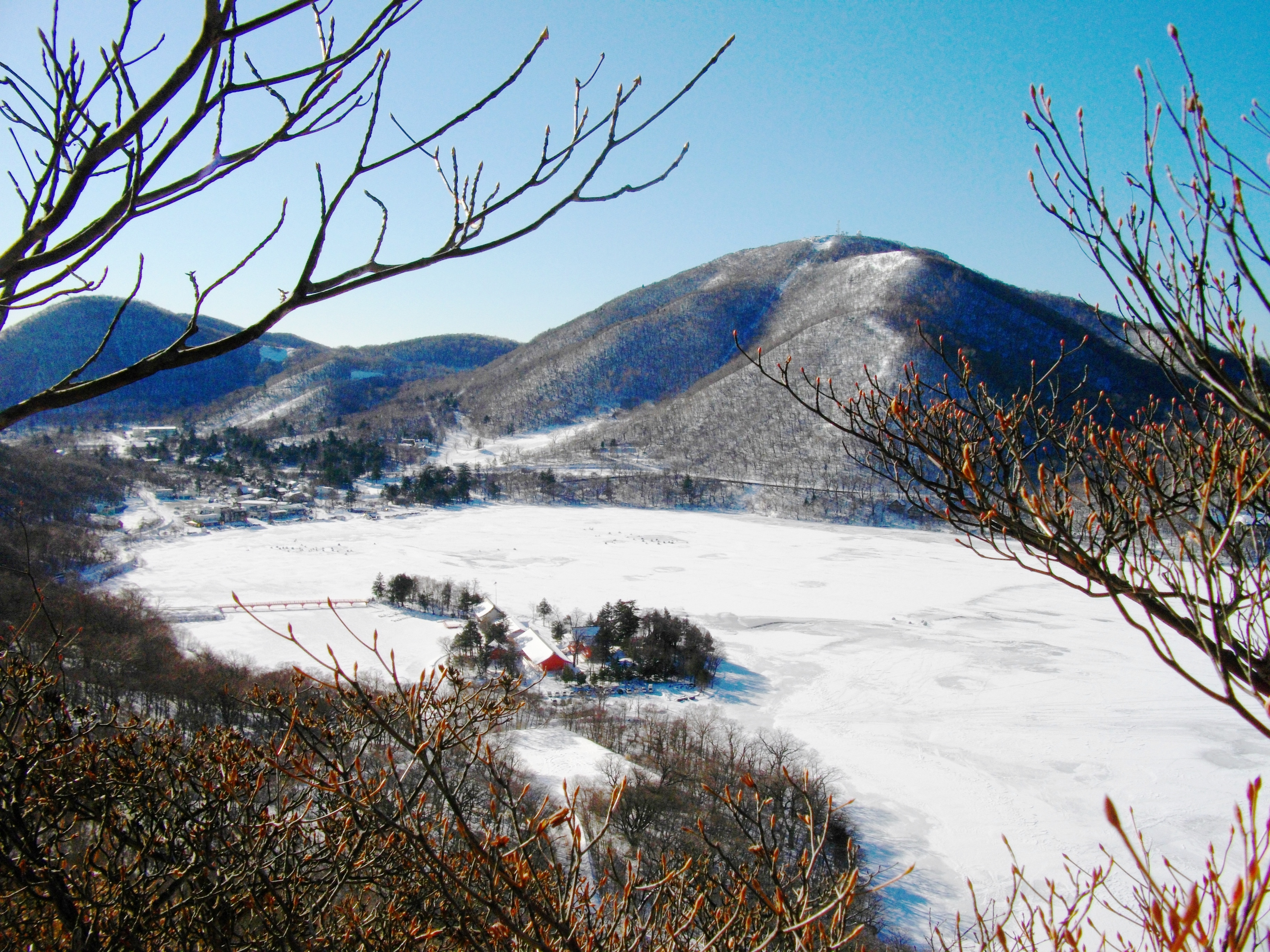
El lago Ōno y el monte Jizo durante el invierno.
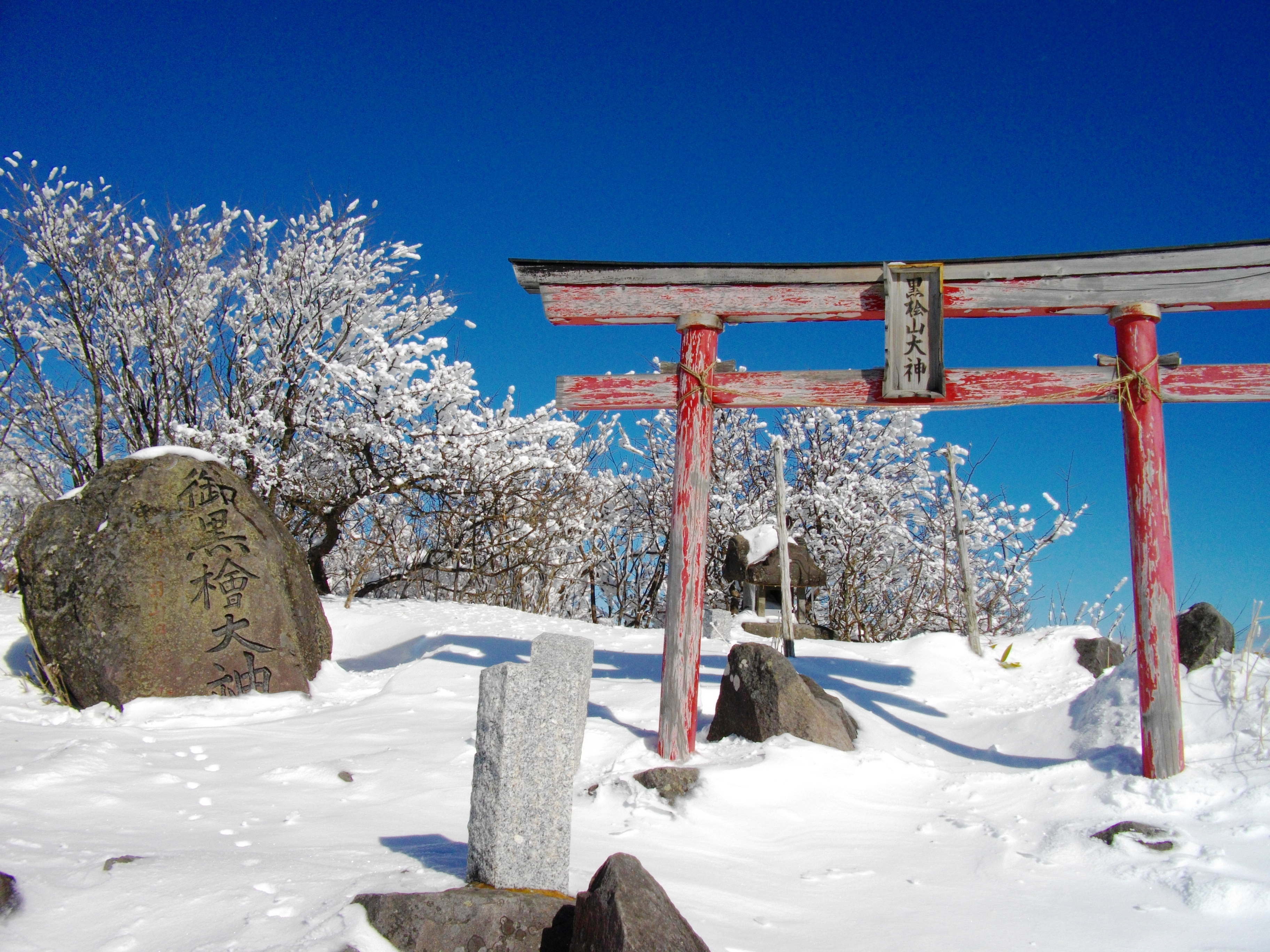
El altar Kurobi Ōkami, cerca de la cima del monte Kurobi.
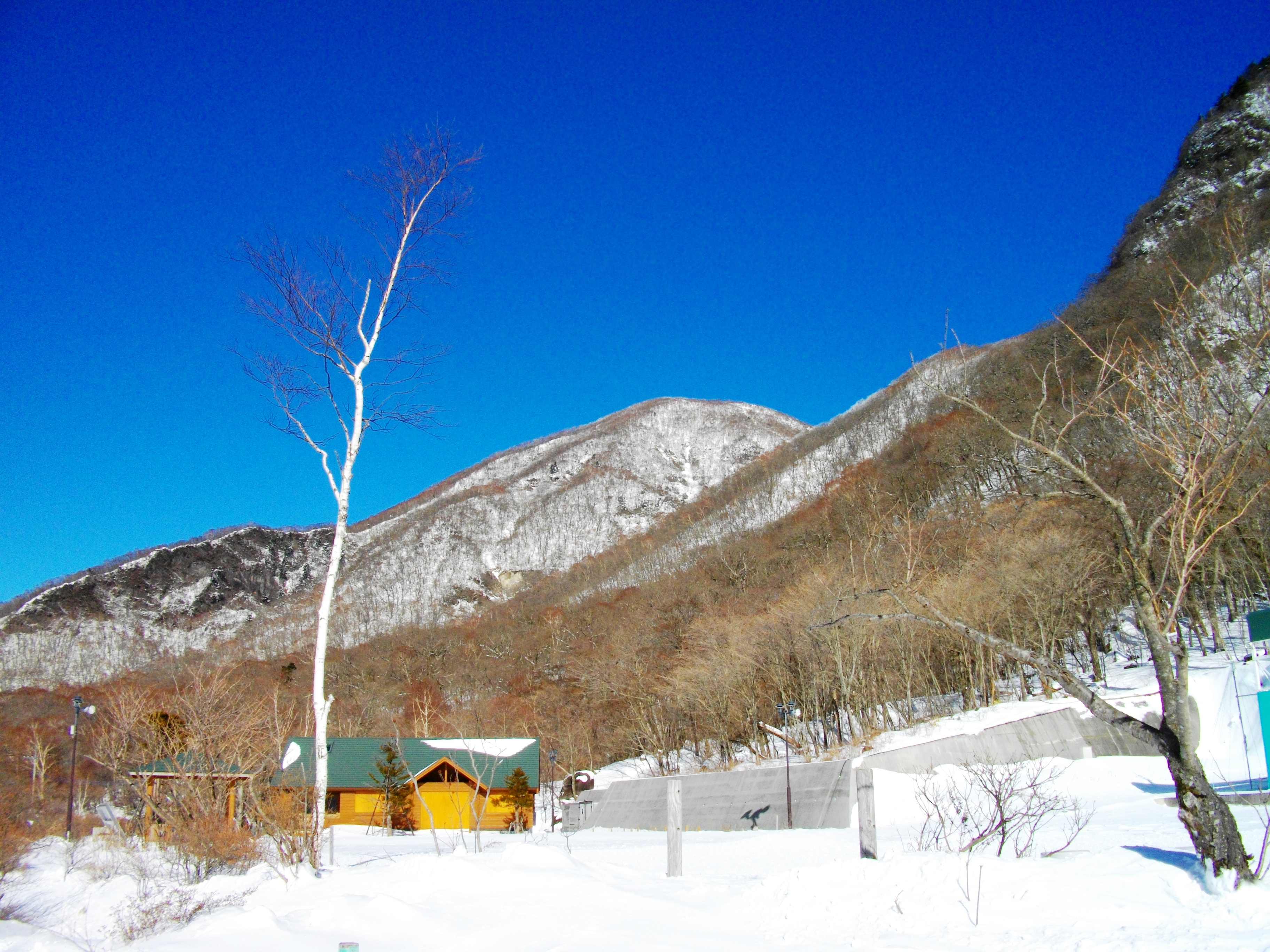
El monte Kurobi, visto desde la parada de autobús de Akagi Hiroba.
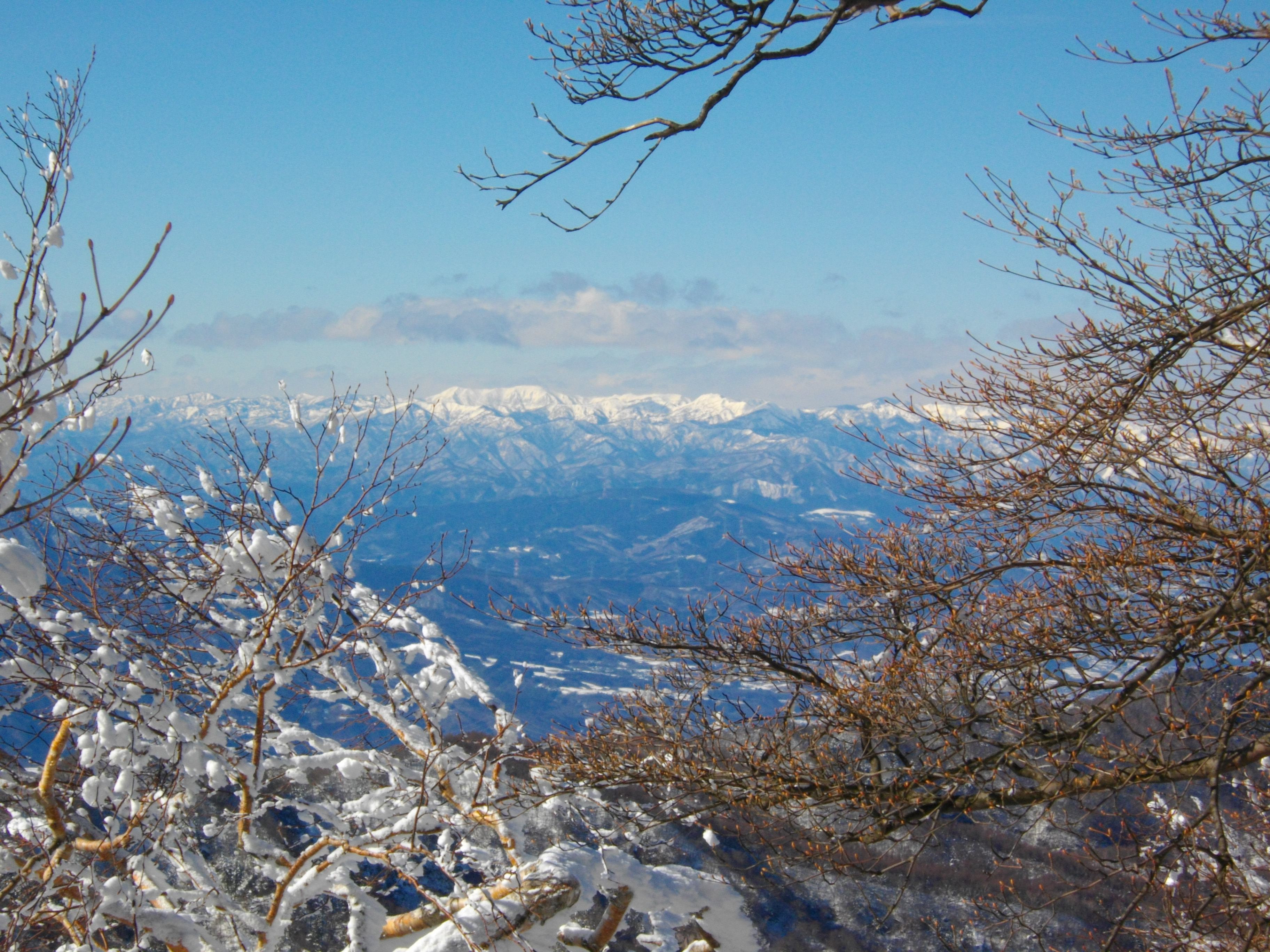
Vista de las montañas Mikuni desde la mitad del monte Kurobi.